# Muhammad Mahdi Szams ad-Din
Imam Sajjid Mohammad Mahdi Szams ad-Din, arab.: محمد مهدي شمس الدين – szyicki duchowny i teolog, przewodniczący Najwyższej Rady Szyickiej w Libanie w latach 1994-2001.

## Życiorys
Mohammad Mahdi Szams ad-Din urodził się w 1936 r. w irackim Nadżafie, w rodzinie wpływowych teologów muzułmańskich, pochodzących z Libanu. Studiował teologię w rodzinnym mieście pod kierunkiem m.in. Mohsena al-Hakima i Abu al-Kassema al-Choiego. Podczas pobytu w Iraku nawiązał bliskie kontakty z Musą as-Sadrem, wraz z którym wyjechał do Libanu i został jego zastępcą w tamtejszej Najwyższej Radzie Szyickiej. Po zaginięciu imama as-Sadra objął przywództwo Rady, a w 1994 r. został oficjalnie obrany jej przewodniczącym. Był zwolennikiem tolerancji i pokojowej koegzystencji libańskich wspólnot religijnych (powiedział: "Nie ma Libanu bez jego Chrześcijan – nie ma Libanu bez jego Muzułmanów"). Zmarł na raka płuc w styczniu 2001 r. wkrótce po powrocie z leczenia we Francji.
Jego syn, Ibrahim jest politykiem i byłym członkiem rządu Fuada Siniory.